# 정체순환론
정체순환론(Anacyclosis)은 그리스의 역사가 폴리비오스가 주장한 이론으로서, 정체는 왕정 귀족정 민주정으로 순환한다는 이론이다. 이는 혼합정체론에 의해 막을 수 있다고 주장한다. 그의 저서 히스토리아(세계사) 제6권에서 주장하고 있다.
정체순환론과 혼합정체론은 원래 플라톤과 그의 제자 아리스토텔레스가 주장했던 것인데, 폴리비오스가 집대성한 것으로서, "폴리비오스의 정체순환론"은 오늘날 미국의 건국에도 영향을 주었다.

## 관련 문헌
키케로의 국가론(De re publica)과 마키아벨리의 로마사 논고에 폴리비오스의 정체순환론이 언급되고 있다.

## 같이 보기
- 혼합정체론 - 왕정 귀족정 민주정을 혼합하면 정체순환을 예방할 수 있다는 이론
- 히스토리아